# The Notting Hillbillies
The Notting Hillbillies var ett countryprojekt av Mark Knopfler, sologitarrist och sångare i Dire Straits. Tillsammans med Brendan Croker, Steve Phillips, och Knopflers bandkamrat Guy Fletcher bildades The Notting Hillbillies. Det blev endast ett album, Missing... Presumed Having a Good Time som släpptes 1990, för att medlemmarna sedan skulle gå tillbaka till sina huvudband. Under 1990 blev det också en turné, och de har senare återförenats för flera olika välgörenhetsspelningar. 
Under 1993 blev två spelningar genomförda, dock utan Guy Fletcher. Tredje och sjätte juli i Newcastle samt Leeds. Den första kvällen bestod bandet av endast Knopfler, Croker och Phillips, och där framfördes för första och enda gången Dire Straits-låtarna "Ticket to Heaven" samt "How Long". Till andra spelningen hoppade Alan Clark (Dire Straits) in på keyboard. Ed Bicknell och Marcus Cliff fanns också här på trummor samt basgitarr. Det var även sista gången Clark spelade med Knopfler.
I maj 1997 blev det också en miniturné på elva spelningar i Storbritannien.
När Mark Knopfler år 2002 blev tillfrågad spela ett par shower för välgörenhet, tackade han ja och bestämde att första delen av spelningen skulle vara med The Notting Hillbillies, och andra delen mer inriktad på Dire Straits. "The Hillbillies" återförenades ännu en gång och framförde de mest kända låtarna blandat med Knopflers egna.

## Bandet
- Mark Knopfler – gitarr, sång
- Guy Fletcher – keyboard, sång
- Steve Phillips – gitarr, sång
- Brendan Croker – gitarr, sång
- Ed Bicknell – trummor (ersatt av Danny Cummings för de fyra spelningarna 2002)
- Marcus Cliffe – basgitarr
- Chris White – saxofon
- Paul Franklin – pedal steel guitar (album och 1990-turnén)

## Diskografi
Album
- Missing...Presumed Having a Good Time (1990)

Singlar
- "Will You Miss Me" (1990)
- "Your Own Sweet Way" (1990)